# Kami nomi zo Shiru Sekai
Kami nomi zo Shiru Sekai (神のみぞ知るセカイ «El mundo que sólo Dios conoce»?), abreviado como Kaminomi (神のみ?), es un manga escrito e ilustrado por Tamiki Wakaki, y cuya adaptación al anime fue dirigida por Shigehito Takayanagi. La historia se centra en Keima Katsuragi, un estudiante de preparatoria muy bueno en los videojuegos bishōjo, quien acepta por error un contrato para convertirse en un colaborador para atrapar espíritus prófugos del infierno. Keima ahora deberá utilizar su capacidad de análisis y experiencias en los juegos para conquistar -y así liberar- a aquellas chicas que sean contenedores de los espíritus. La serie está basada en un one-shot publicado por Shogakukan para la revista Shūkan Shōnen Sunday.
El manga es serializado en la revista semanal Shōnen Sunday por la editorial Shogakukan desde el 9 de abril del 2008, con capítulos individuales recogidos en quince volúmenes tankōbon desde julio de 2008. Más tarde, la historia del manga fue adaptada a un anime producido por Manglobe, llegando a su final con 12 capítulos. El anime se emitió en Japón desde el 6 de octubre hasta el 22 de diciembre del 2010 por el canal de televisión TV Tokyo. Una segunda temporada, titulada Kami nomi zo Shiru Sekai II (神のみぞ知るセカイII?), fue transmitida en TV Tokyo desde el 11 de abril del 2011 hasta el 2 de junio del 2011. Una tercera temporada se estrenó el 8 de julio de 2013 en TV Tokyo y cubre el arco de las diosas , concluyendo su emisión el 23 de septiembre de 2013. En 2014, se anunció otra obra de manga llamada "Kami nomi zo shiru sekai on the train".

## Argumento
Keima Katsuragi, un estudiante de segundo año de preparatoria, es un ávido jugador de videojuegos bishōjo. En Internet es conocido como el "Dios de las Conquistas", por sus legendarias habilidades para "conquistar" cualquier chica 2D de los videojuegos. Sin embargo, en su escuela de la vida real, Keima es conocido como otamegane (オタメガネ?), uniendo las palabras, otaku (オタク?) y "megane" (メガネ "lentes"?).
Al comienzo de la serie, Keima recibe un mensaje de correo electrónico, en el que le ofrece un reto para conquistar chicas, firmado por cráneo Dokuro. El acepta tomándolo como si fuera un reto para un nuevo videojuego bishōjo, ya que éste es enviado a su propio PFP (una consola portátil, parodia del PSP) con el encabezado “Querido Dios de las Conquistas”. Tras aceptar, el cielo se oscurece, y de un rayo aparece una demonio, Elsie de Lute Irma, llamada normalmente Elsie. Ella le pide su cooperación para ayudarla en la captura de los espíritus prófugos del inframundo, también llamadas almas sueltas. Estos espíritus se ocultan dentro del corazón de las chicas, por lo que Elsie le dice que el único método para obligar a los espíritus a salir es "conquistar" los corazones de las chicas, haciendo que se enamoren. Horrorizado por la idea, Keima se niega luego de aclarar a Elsie que él sólo está interesado en "conquistar" chicas 2D y que aborrece la realidad. Sin embargo, el mensaje de correo electrónico era en realidad un contrato y al aceptarlo, le colocan un collar a ambos, que cortará sus cabezas si no cumplen dicho contrato. Keima tendrá que ayudar a Elsie usando sus conocimientos de los juegos para conquistar, enamorar y llenar el vacío en los corazones de las chicas poseídas para así lograr purificarlas.
Durante el primer arco se muestran distintas "capturas" de los espíritus. En el manga aparecen la mayoría, en el anime algunos sólo se menciona que se han realizado y algunos sólo aparecieron en Novela ligera. Mientras dura este arco aparecerán otros demonios que colaboran en la captura y se irá explicando más sobre el mundo.
En el segundo arco aparece la amenaza de Vintage, un grupo del infierno que amenaza a las enviadas del cielo que concluyeron el anterior infierno. Keima deberá encontrarlas para salvarlas y proteger el mundo. Es el que se emite en el anime en la tercera temporada.
El tercer arco y último del manga, la consciencia de Keima viaja al pasado para preparar los acontecimientos futuros.

## Personajes Principales
- Keima Katsuragi (桂木 桂馬 Katsuragi Keima?): un estudiante de 17 años que asiste a la Academia Maijima. Es conocido en el internet como Otoshigami (落とし神 Dios de las conquistas?) por sus legendarias habilidades de "captura" de chicas en los videojuegos bishōjo, pero irónicamente es llamado otamegane (un acrónimo despectivo de dos palabras, otaku y megane) en la vida real, por lo que aborrece la realidad. Acepta por error un contrato para convertirse en un colaborador para atrapar espíritus prófugos del infierno que se esconden en mujeres, junto a la demonio Elsie. Keima ahora deberá utilizar su capacidad de análisis y experiencias en los juegos para conquistar -y así liberar- a aquellas chicas que sean contenedores de los espíritus. Su seiyū es Hiro Shimono. Algunos datos acerca de él es que es hijo único, no cree en las idols porque piensa que están estancadas a ser el mismo estándar de "belleza", su colección de videojuegos bishōjo es tan grande que dedica una habitación completa con varias libreras donde organiza sistemáticamente todos los juegos que alguna vez completo.

- Elsie de Lute Irma (エリュシア・デ・ルート・イーマ?): una demonio que fue asignada para capturar espíritus que escaparon del infierno con Keima. Su túnica puede cambiar la apariencia de los objetos, crear disfraces para ayudar a la misión que pueden poseer propiedades fantásticas o también puede ocultar gente. Fanática de la limpieza, siempre lleva su escoba mágica consigo. Vive con Keima fingiendo ser su hermana menor ilegítima debido a una aventura que su padre tuvo a pesar de tener 300 años, quien muchas veces se enoja por su torpeza. Su seiyū es Kanae Itō.

- Hakua du Lot Herminium (ハクア・ド・ロット・ヘルミニウム?): una demonio compañera y amiga de Elsie, Jefe de Distrito del Escuadrón de Espíritus prófugos. Siempre lleva una guadaña grande con ella. Es asistida por Keima en su investigación de los espíritus prófugos. Con el transcurso de la historia, empieza a desarrollar cariño por Keima. Su compañera es una mujer mayor llamada Yukie, quien no es de mucha ayuda en las capturas debido a que su método de acción es poco eficiente porque trabaja en varios objetivos a la vez. Su seiyū es Saori Hayami.

- Las Hermanas Júpiter (ユピテルの姉妹?): También conocidas como las 6 diosas (Diana, Apolo, Vulcano, Marte, Minerva & Mercurio). Sellaron a los viejos demonios sacrificándose, ya que estos querían utilizar el poder que residía en las almas humanas para destruir el reino sagrado de los cielos y el mundo humano de la Tierra para así poder lograr el dominio en los tres mundos. Al ser liberado el sello que encerraban a los espíritus prófugos, ellas se escondieron dentro de chicas humanas. Ahora que los espíritus se han liberado de nuevo, Keima las está tratando de despertar, haciendo crecer el amor en las chicas que las contienen, para que vuelvan a encerrar a los espíritus. Las hermanas son capaces de apropiarse de los cuerpos de sus receptoras, cada una posee habilidades características de las diosas como la esgrima, sabiduría, etc.

## Contenido de la obra

### Manga
El manga de Kami nomi zo Shiru Sekai, escrito e ilustrado por Tamiki Wakaki, comenzó a publicarse desde abril de 2008 por la editorial Shōgakukan en la revista semanal Japonesa Shūkan Shōnen Sunday, llegando a su fin el 16 de abril de 2014. Todos los capítulos han sido recopilados en veintiséis volúmenes.
El primer tankōbon de Kami nomi zo Shiru Sekai fue publicado el 11 de julio del 2008. La serie está basada en un one-shot que fue difundido por Shōgakukan, para la revista Shōnen Sunday de 2007 en su Número 32, titulado Koishite!? Kami-sama!! (恋して!? 神様!! Amor!? Dios!!?).
La serie ha sido licenciada en Corea del Sur por Compañía Cultural Haksan, y los primeros dos tomos fueron simultáneamente lanzados en agosto de 2009 con un suplemento de edición limitada para cada uno.
Con la llegada del tomo 25, se dio un cintillo el cual anunciaba el final de la obra, siendo este el siguiente volumen 26, en otras palabras el último volumen de esta serie.

### Novela Ligera
Una Novela Ligera titulada Kami nomi zo Shiru Sekai-Kami to Akuma to Tenshi (神のみぞ知るセカイ―神と悪魔と天使 El Mundo que sólo Dios conoce-Dios y el Demonio y el Ángel?), escrita por Mamizu Arisawa e ilustrada por Tamiki Wakaki, fue publicada el 19 de mayo de 2009, publicada por Shogakukan bajo su sello GAGAGA Bunko. La novela presenta una historia completamente original paralela a la serie, con personajes de la novela original.
También hay una segunda novela ligera titulada Kami nomi zo Shiru Sekai 2 Inori to Noroi to Kiseki (神のみぞ知るセカイ 2 祈りと呪いとキセキ El Mundo que sólo Dios conoce 2 La Oración y la Maldición y el Milagro?) fue publicada el 18 de mayo de 2010. Que incluye una historia con Hakua, con personajes originales de esta.

### Anime
Una adaptación del manga a anime fue oficialmente anunciada en la revista Shūkan Shōnen Sunday de Shogakukan 2010 Número#19. La guionista Hideyuki Kurata, el diseñador de personajes Watanabe Akio, y el director Shigehito Takayanagi trabajan en el proyecto. El estudio a cargo de la animación es Manglobe. La animación fue emitida en octubre.
La primera temporada consta de 12 episodios, abarcando los dos primeros tomos del manga (capítulo 1 a 16), también llamados flag en las animaciones para el corte publicitario.
La primera temporada nos presenta a los personajes principales de las historia Katsuragi Keima, un chico de 17 años fanático de los videojuegos bishōjo, también llamados galges, y a Elsie una chica demonio del escuadrón encargado de capturar almas prófugas en la tierra.
La gracia del argumento es que Keima aborrece el mundo real, que para él no es más que un mal juego donde no se puede guardar partidas, pese a esto a lo largo de la serie demuestra tener un intelecto elevado, lo cual se demuestra no solo en sus altas calificaciones o en la capacidad de jugar hasta 6 juegos a la vez (luego logra los monstruosos 24 juegos a la vez), si no en la forma de poder llevar a cabo las misiones en las que relaciona sus experiencias en los juegos con las situaciones que se van dando.
Debido al contrato que firmó con Elsie, Keima está obligado a relacionarse más estrechamente con el mundo real, siendo acompañado por Elsie una chica demonio de más de 300 años que a estado a cargo de las labores de limpieza por 298 años, según se deduce cuando ella dice que ha tenido su escoba por 298 años, Elsie tiene una personalidad bastante infantil, suele impresionarse con facilidad, le gusta el color rojo (comúnmente camiones de bombero), y apenas sabe algunas cosas del mundo real, pero trata de aprender todo lo que puede, para llevar a cabo todas las misiones para impresionar a su hermana mayor un demonio con todas las letra según ella.
Una segunda temporada fue emitida por TV Tokio desde el 11 de abril de 2011 hasta el 28 de junio de 2011. Esta nos presenta los capítulos de los tomos 3, 4 y la mitad del tomo 5 del manga, es decir desde el capítulo 17 hasta el 41 de este, pero el último capítulo de esta segunda temporada hace referencia al capítulo 75 del tomo 8, sin embargo este (por así decirlo) desorden no afecta en nada al desarrollo de la serie.
Una OVA se estrenó el 14 de septiembre de 2011, que abarca los capítulos 54 y 55 del manga, que lleva por título Kami Nomi Zo Shiru Sekai: Yonnin To Idol(「神のみぞ知るセカイ 4人とアイドル」) o en español "El Mundo que solo Dios Conoce: 4 chicas y una Idol" , este salió junto a la publicación del tomo 14 del manga y solo estuvo disponible en DVD y no fue trasmitido por televisión.
Una nueva OVA salió el 18 de octubre de 2012 junto con el tomo 19 del manga, con su segunda parte el 18 de diciembre junto con el tomo 20 del manga. Estas ovas llena el título "Kami nomi zo Shiru Sekai: Ayukawa Tenri's Arc".
La nueva OVA titulada "Magical Star Kanon 100%", se estrenó este 18 de junio anunciado en la revista Weekly Shonen Sunday (Shogakukan), saliendo a la venta con el tomo 22 del manga.
La tercera temporada, la cual se titula Kami nomi zo Shiru Sekai: Megami-Hen (Arco de las Diosas), empezó a emitirse este 8 de julio de 2013 por TV Tokio.Tiene un total de 12 capítulos.

### Música
Primera temporada
Tema de apertura: 「God only knows」 por Oratorio The World God Only Knows
Tema de cierre: 「KOI NO SHIRUSHI」 por Itou Kanae, Taketatsu Ayana, Yuuki Aoi, Toyama Nao & Hanazawa Kana
Segunda Temporada
Tema de apertura: 「A Whole New World God Only Knows」 por Oratorio The World God Only Knows
Tema de cierre: 「AI NO YOKAN」 por Itou Kanae, Hayami Saori, Koshimizu Ami, Asumi Kana & Toyosaki Aki
OVA - Kami nomi zo Shiru Sekai: Yonnin To Idol
Tema de apertura: 「NATSUIRO SURPRISE」 por Toyama Nao (Nakagawa Kanon en la serie)
Tema de cierre: 「HAJIMETE KOI WO SHITA KIOKU」 por Asumi Kana (Kosaka Chihiro en la serie)
OVA - Kami nomi zo Shiru Sekai: Tenri-Hen
1º Tema de cierre: 「HIKARI NO KISEKI」 por Eyelis
2º Tema de cierre: 「MIRAI E NO TOBIRA」 por Eyelis
Tercera Temporada
Tema de apertura: 「God only knows -Secrets of the Goddess-」 por Oratorio The World God Only Knows
Tema de cierre: 「KIZUNA NO YUKUE」 por Jupiter Sisters

## Recepción
El tercer tomo de Kami nomi zo Shiru Sekai ha sido el cuarto tankōbon más vendido en Japón en el Oricon Comic Chart en la semana del 13 al 19 de enero de 2009, con más de 50.500 copias vendidas esa semana. La semana siguiente, fue el vigésimo primer tomo de manga más vendido en Japón, superando las 30 600 copias en la semana del 20 al 26 de enero 20 a 26 de 2009. En enero de 2009, el tercer tomo del manga vendió sobre las 81 100 copias.
Carlos Santos de Anime News Network evaluó la primera temporada de la serie y le dio una B; señaló que se sorprendió de lo mucho que disfrutó de la gran historia a pesar de que solo su descripción gráfica puede ser desalentadora para algunos, diciendo "Para la mayoría de las expectativas, cualquier cosa que envuelva chicas demonio tontas, geeks obsesionados con los juegos y una alineación rotatoria de bellezas escolares debería haber sido materia de burla crítica. Sin embargo, el agudo sentido del humor, los sentimientos sinceros y el valor pulido de producción prueban que trabajando con clichés familiares no tiene que resultar en una producción cliché. Con la insistencia correcta y esfuerzo, cualquier serie anime de hecho puede llegar a ser mayor que la suma de sus partes."